# スーパークロス世界選手権

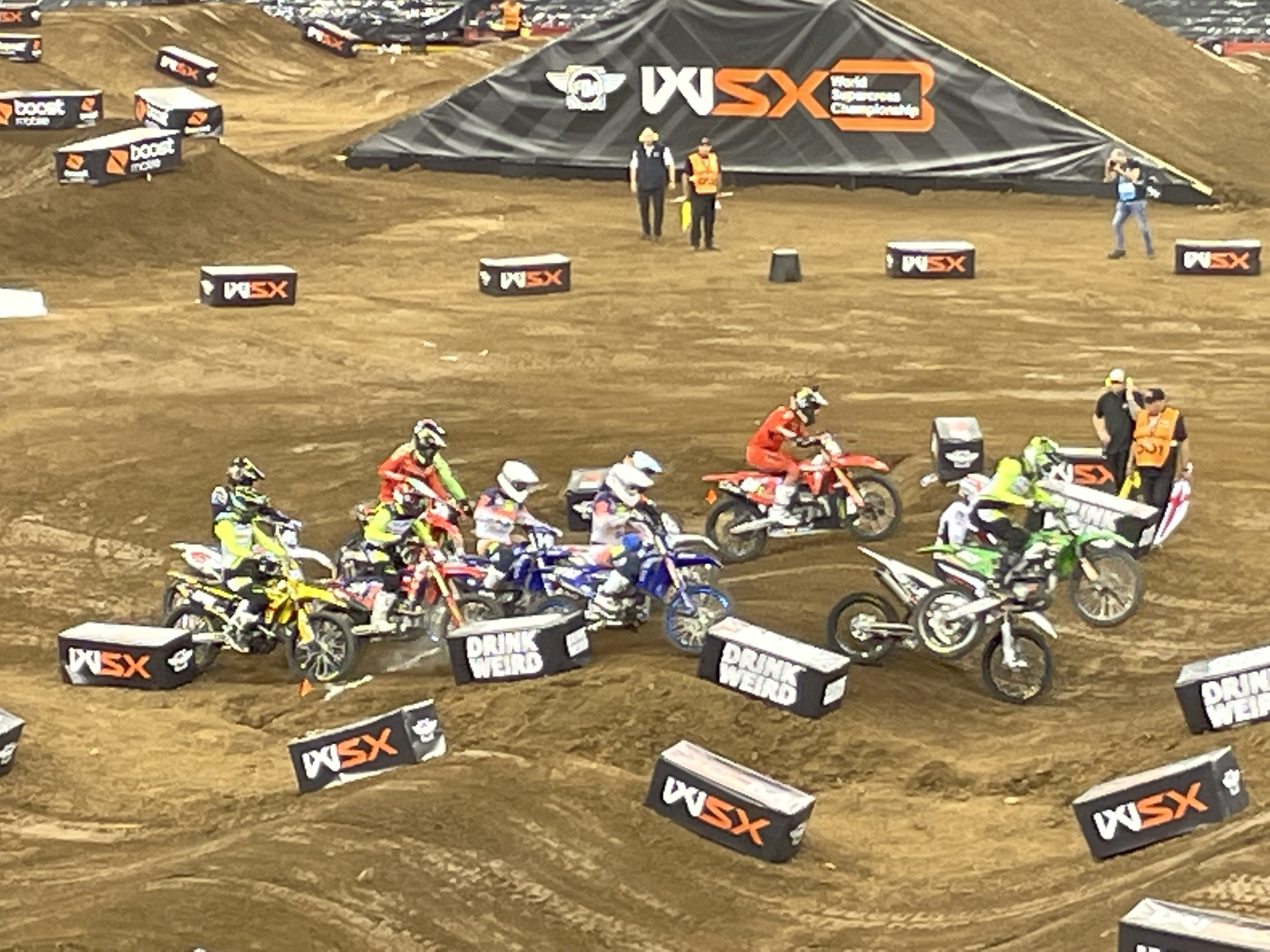
2022年イギリスグランプリ

FIM スーパークロス世界選手権（FIM Supercross World Championship、略称：WSX）は、二輪オートバイによるモータースポーツシリーズ。国際モーターサイクリズム連盟（FIM）が主催するスーパークロスの世界選手権大会。

## 概略
第一期は1992年から2000年まで行われていた。主要なモトクロス選手権やAMAスーパークロスのシーズンオフになる秋に各国で開催されていたスーパークロスによる選手権。ジャパンスーパークロスもその一戦に含まれていた。前身はマスターズ・オブ・モトクロス。
第二期は2003年からの開催で、AMAスーパークロスから、主催者が異なるデイトナ大会を除いて、アメリカ国外の2戦程度を加えたもの。ポイントシステムはAMAスーパークロスと同一で、アメリカ国外のレースに出場することが世界選手権ポイントが付く条件。
2008年から2021年は完全にAMAスーパークロス選手権と統一化して開催されていた。
資金やリソースの不足、世界的および地域的な関係の欠如など様々な要因でAMAに頼りきりの状態が続いたが、オーストラリアのプロモーターであるSXグローバルによって欧州を中心とした選手権として2022年に独立した（事実上の第三期）。AMAスーパークロスのシーズン終了後の秋から冬にかけて開催される。

## 歴代チャンピオン

### 第一期
| 年     | ライダー               | 国籍     | 所属メーカー | マニファクチャラー |
| ------ | ---------------------- | -------- | ------------ | ------------------ |
| 1992年 | ジェフ・スタントン     | アメリカ | ホンダ       | ホンダ             |
| 1993年 | ガイ・クーパー         | アメリカ | —            | ホンダ             |
| 1994年 | ジェレミー・マクグラス | アメリカ | ホンダ       | ホンダ             |
| 1995年 | ジェレミー・マクグラス | アメリカ | ホンダ       | ホンダ             |
| 1996年 | ジェフ・エミッグ       | アメリカ | —            | ホンダ             |
| 1997年 | デイモン・ハフマン     | アメリカ | —            | ホンダ             |
| 1998年 | ロビー・レイナード     | アメリカ | —            | スズキ             |
| 1999年 | デビッド・ビーラマン   | フランス | —            | ヤマハ             |
| 2000年 | マイク・ラロッコ       | アメリカ | —            | ヤマハ             |

### 第二期
| 年     | ライダー                 | 国籍           | 所属メーカー | マニファクチャラー |
| ------ | ------------------------ | -------------- | ------------ | ------------------ |
| 2003年 | チャド・リード           | オーストラリア | ヤマハ       | ヤマハ             |
| 2004年 | ヒース・ボス             | アメリカ       | ヤマハ       | ヤマハ             |
| 2005年 | リッキー・カーマイケル   | アメリカ       | スズキ       | スズキ             |
| 2006年 | リッキー・カーマイケル   | アメリカ       | スズキ       | スズキ             |
| 2007年 | ジェームス・スチュワート | アメリカ       | カワサキ     | カワサキ           |
| 2008年 | チャド・リード           | オーストラリア | ヤマハ       | ヤマハ             |
| 2009年 | ジェームス・スチュワート | アメリカ       | カワサキ     | カワサキ           |